# Grzegorz Kucias
Grzegorz Kucias (ur. 29 grudnia 1961 w Siemianowicach Śląskich) – polski aktor i wokalista, członek kwartetu „Rampa”.

## Kariera
Ukończył Technikum geodezyjne w Katowicach, następnie zdał do Studia Wokalno-Aktorskiego im. Danuty Baduszkowej przy Teatrze Muzycznym w Gdyni, które zakończył dyplomem w 1985. Poznał tam m.in. Joannę Pałucką i Stefana Każuro. W tym okresie brał udział w musicalu „Skrzypek na dachu” (w reżyserii Jerzego Guzy) oraz przedstawieniu dyplomowym „The Fantasticks” (w reżyserii opiekuna roku Henryka Bisty). Po Studiu przeniósł się do Warszawa, gdzie przez 3 miesiące grał w Teatrze na Targówku (powodem tak krótkiego czasu był obowiązek odbycia służby w Ludowym Wojsku Polskim). W 1987 powrócił do Teatru, który zmienił nazwę (wraz z właścicielem, którym został Andrzej Strzelecki) na Teatr Rampa.
Grzegorz Kucias z „Rampą” był związany przez kolejnych 10 lat. Spotkał tam m.in. swoich przyjaciół ze Studia, a także Annę Ścigalską, którą znał z Teatru Muzycznego w Chorzowie. Razem z nimi wziął udział w Gali Festiwalu Piosenki Aktorskiej we Wrocławiu („Na wszystkich dworcach świata”) w 1989, która poświęcona była piosenkom Jonasza Kofty. Cała czwórka uczestniczyła wielokrotnie w kolejnych Galach.
W 1992 wraz z Joanną Pałucką, Anną Ścigalską oraz Stefanem Każuro, założyli kwartet wokalny „Rampa”, pojawiając się po raz pierwszy na galowym koncercie Festiwalu Filmów Fabularnych w Gdyni. Współpracując z Andrzejem Strzeleckim – poza spektaklami teatralnymi w Rampie – zrobili szereg programów telewizyjnych („Parawan”, „Prezenty”, „Jedna sytuacja”, „Kilka sytuacji”, „Con'te opowiadania w dur i w moll”). Brali udział również w programach TV na zaproszenie Wojciecha Młynarskiego oraz uczestniczyli w operowym projekcie Teatru Wielkiego w Warszawie „Tides and Waves”, którego premiera miała miejsce w Barcelonie. Kucias współpracuje z najlepszymi polskimi kompozytorami i aranżerami – Krzesimirem Dębskim, Piotrem Rubikiem, Włodzimierzem Korczem, Jerzym Satanowskim, Aleksandrem Maliszewskim, Jerzym Derflem i Juliuszem Lorancem.
Grzegorz Kucias w czasie pracy w Teatrze Rampa wziął udział m.in. w przedstawieniu Teatru Telewizji „Żółta szlafmyca”. W międzyczasie zagrał w kilku filmach fabularnych, a przez trzy lata brał udział w pierwszym polskim sitcomie „Zulu-Gula”, autorstwa Tadeusza Rossa. Od 1996 wraz z przyjaciółmi współpracuje ze Zbigniewem Górnym w programach estradowych w ramach „Gali Piosenki Biesiadnej”. Kwartet do dziś bierze udział w kolejnych edycjach tego przedsięwzięcia, śpiewając transkrypcje Fryderyka Chopina i Duke Ellingtona, współczesną polską muzykę popową oraz klasyczne utwory jazzowe Fatsa Wallera, Jerzego Wasowskiego i Jerzego Petersburskiego.

## Role teatralne
- 2005: Nie gęsi – czyli rej-tan..., według Mikołaja Reja, reż. Andrzej Strzelecki, przedstawienie impresaryjne
- 2002: Kwiaty we włosach, K. Klenczon, S. Krajewski, reż. Andrzej Strzelecki, przedstawienie impresaryjne,
- 1997: Lasówka, Andrzej Strzelecki, reż. Andrzej Strzelecki, Teatr Rampa na Targówku, Warszawa,
- 1996: Parawan, Andrzej Strzelecki, reż. Andrzej Strzelecki, Teatr Rampa na Targówku, Warszawa,
- 1995: Conte, Paolo Conte, reż. Andrzej Strzelecki, Teatr Rampa na Targówku, Warszawa,
- 1995: Majestat, Andrzej Strzelecki, reż. Andrzej Strzelecki, Teatr Rampa na Targówku, Warszawa,
- 1994: Alicja w krainie czarów, Lewis Carroll, reż. Andrzej Strzelecki, Teatr Rampa na Targówku, Warszawa,
- 1993: Chopin w Ameryce, Andrzej Strzelecki, reż. Andrzej Strzelecki, Teatr Rampa na Targówku, Warszawa,
- 1992: Kundel, Andrzej Strzelecki, reż. Andrzej Strzelecki, Teatr Rampa na Targówku, Warszawa,
- 1990: Czerwony stoliczek według Jana Brzechwy, reż. Andrzej Strzelecki, Teatr Rampa na Targówku, Warszawa

### Telewizja
- 1982: Rumianek (etiuda szkolna) – obsada aktorska
- 1988: W labiryncie – chłopak (odc.4)
- 1989: Stan strachu – obsada aktorska
- 1989: Modrzejewska – ochroniarz (odc.6)
- 1989: Lawa (film) – sekretarz senatora
- 1990: Kariera alfa omegi (spektakl telewizyjny) – sekretarz
- 1991: Bonne chance frenchie – Oskar
- 1994: Żółta szlafmyca albo kolęda na nowy rok (spektakl telewizyjny) – kolędnik
- 1998: Milena (spektakl telewizyjny) – obsada aktorska
- 2002: Smutne miasteczko (spektakl telewizyjny) – mężczyzna
- 2006: Na dobre i na złe – windykator (odc.253,257,261,263)
- 2007: Czerwone komety (spektakl telewizyjny) – pijak
- 2008: Plebania (serial telewizyjny) – kierowca (odc.1079)
- 2009: Samo życie – pacjent kliniki okulistycznej (odc.1380)
- 2010: Plebania (serial telewizyjny) – majster (odc.1579,1581)
- 2010: Samo Życie – pracownik ochrony w kinie (odc.1420)
- 2010: Na dobre i na złe – dyrektor szkoły (odc.424)
- 2011: Plebania (serial telewizyjny) – szef (odc.1726)
- 2011: Linia życia (serial telewizyjny) – strażnik
- 2011: Instynkt – pan Okoń (odc.9)
- 2011: Daleko od noszy – pan Fancnel, pracownik Wigonia (odc.194)
- 2013: Na wspólnej – Jarosław Michalik
- 2015: Na sygnale – Lucjan (odc.49)
- 2016: Prosta historia o morderstwie – kelner
- 2016: Ojciec Mateusz – weterynarz (odc.198)
- 2016-2017: M jak miłość – Rafał Gliński
- 2017: W rytmie serca – doktor Hajto (odc.7-8)
- 2017: Blondynka – autor książki (odc.68)
- 2017: Belfer (serial telewizyjny) – właściciel klubu (odc.8)
- 2018: Ojciec Mateusz – Roman Zięba (odc.241)
- 2018: Pierwsza miłość (serial telewizyjny) – Lisowski
- 2018: Juliusz (film) – łysy sąsiad
- 2018: Szpital dziecięcy – znachor (odc. 30)

### Teatr Telewizji
- 2007: Czerwone Komety – obsada aktorska,
- 2002: Smutne Miasteczko obsada aktorska,
- 1998: Milena – obsada aktorska,
- 1994: Żółta szlafmyca albo kolęda na Nowy Rok – obsada aktorska (kolędnik),

### Dubbing – seriale animowane
- Historie biblijne – Derek
- Niedźwiedź w dużym niebieskim domu – Niedźwiedź